# رحيم أرباب

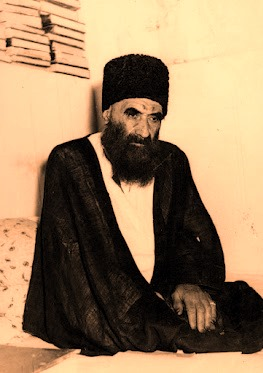
رحيم أرباب، أوائل سبعينيات القرن العشرين.

الحاج الآغا رحيم أرباب (1875-1975) وُلد في مدينة تشيرماهين في إيران، من محافظة أصفهان، لعائلة من العلماء. وهو من بين علماء الإسلام الذين لم يرتدوا العمامة التقليدية قط. كان يعتقد أن العمامة خاصة بالأنبياء وأنه لا يملك الإذن العلمي في لبس العمامة. حصل جميع طلابه الخمسين على لقب آية الله بعد التخرج. ومن بينهم العلامة جلال الهومي، ورضا عليشاه تبنده، وآية الله ميردامادي.

## الطفولة
نشأ الحاج آغا أرباب في مدينة تشيرمهين، وكان للطبيعة والحياة البسيطة تأثير عميق على تطور فلسفته وعلم اللاهوت. تعلم القراءة والكتابة في سن الرابعة وبدأ بقراءة الأدب الفارسي في ذلك العمر. وكما جرت العادة، بدأ بتعلم كتابي "جولستان" و"بستان"، وهما كتابان للشاعر الفارسي الكبير سعدي، إلى جانب الدراسات القرآنية. عندما بلغ الخامسة من عمره أعاده أساتذته إلى والده الحاج أرباب، الذي كان عالمًا في الإسلام، مؤكدين أنه أتقن جميع المجالات المطلوبة ويعرف تلك الكتب عن ظهر قلب. وطلبوا إرساله إلى الحوزة العلمية. وقد شجع هذا الطلب والديه على الانتقال إلى مدينة أصفهان.

## الدراسات الرسمية
بدأ الحاج آغا رحيم أرباب حضور الفصول الدراسية المطلوبة للمدارس التقليدية في سن مبكرة للغاية، إلى جانب ابن عمه ميرزا عباس خان شيدا، الذي عُرف فيما بعد باسم شيدا أصفهاني. التحق بمدرسة الصدر في أصفهان وأكمل دراسته الأكاديمية في الفقه وأصوله والحكمة وسائر العلوم العقلية والنقلية الإسلامية، تحت إشراف فلاسفة وعلماء مثل جهانجير خان قشقائي وآية الله أخوند كاشي. أظهر آية الله الحاج آغا رحيم أرباب قدرات استثنائية في الدراسات الرسمية وغير الرسمية مثل الأدب الفارسي والعربي والرياضيات والفلسفة والتصوف وعلم الفلك. وتخرج إلى مرتبة آية الله عندما كان عمره أربعة عشر عامًا فقط.